# Curtiss XF13C
Кёртисс XF13C (англ. Curtiss XF13C) — американский истребитель, строившийся компанией Curtiss-Wright. Серийно не производился.

## Конструкция и история создания
XF13C имел конструкцию цельнометаллического с убирающимся шасси и закрытой кабиной. Самолёт разрабатывался как переходная модель между бипланом и монопланом и получил фирменное обозначение модель 70. ВМФ США купил один экземпляр в концепции биплана, получивший обозначение XF13C-1, и ещё один образец, XF13C-1, в концепции моноплана.
Первый полёт XF13C состоялся 7 января 1934 года. На испытаниях самолёт продемонстрировал хорошие характеристики.
Впоследствии, в 1935 году, самолёт был модернизирован: модель получила более мощный двигатель, была улучшена конструкция хвостовой части самолёта. 

## Эксплуатация
Никаких заказов на серийное производство от ВМФ США не последовало, но самолёт продолжил совершать экспериментальные полёты в составе NACA.

## Технические характеристики
• Экипаж: 1 пилот
• Длина: 7,62 м
•Размах крыла: 10,66 м
• Высота: 2,66 м
• Площадь крыла: 19,04 м²
• Масса пустого: 1 548 кг
• Боевая масса: 2102 кг
• Силовая установка: 1 × Wright SGR-1510 -12
• Максимальная скорость: 396 км/ч
• Дальность полёта: 1 168 км
• Практический потолок: 7 696 м
• Скороподъёмность: 10,16 м/с
• Вооружение: 1 × 12,7-мм пулемет;
1 × 7,62-мм пулемет